# Emmanuel Servais
Pour les articles homonymes, voir Servais (homonymie).
Emmanuel Servais, né le 11 avril 1811 à Mersch (Luxembourg) et mort le 17 juin 1890 à Bad Nauheim (grand-duché de Hesse), est un homme d'État luxembourgeois, président du gouvernement du 3 décembre 1867 au 26 décembre 1874.
À la suite de son départ de la présidence du gouvernement, il demeure bourgmestre de la ville de Luxembourg, exerçant ses fonctions depuis 1875 jusqu'à sa mort en 1890. Il est également président du Conseil d'État (1874-1887) et président de la Chambre des députés (1887-1890).

## Biographie

### Situation personnelle

#### Formation
Emmanuel Servais fait ses études à l'Athénée de Luxembourg, où il excelle sur le plan académique, terminant premier de sa classe dans les deux dernières années de sa scolarité. Après avoir quitté l'Athénée, en 1828, il commence à étudier le droit à l'université de Gand. Mais les bouleversements de la révolution belge l'obligent à quitter l'université un an plus tard, en 1830, pour rejoindre Paris, où il obtient son diplôme en 1831.

#### Vie privée
Emmanuel Servais épouse sa cousine Anne-Justine-Elisa Boch (1819-1860) le 16 novembre 1841. Par l'intermédiaire des Boch et de la famille de la mère d'Anne (les Richards), il parvient à s'engager dans un réseau politique qui comprend également les familles Thilges, Pescatore, Northomb, d'Huart et de Prémorel.
Son fils, Émile Servais (en), mène une révolte communiste sans succès le 9 janvier 1919.

### Parcours politique

#### Avant la partition
Du 8 septembre 1836 jusqu'à la troisième partition du Luxembourg, en 1839, Emmanuel Servais représente son canton d'origine, le canton de Mersch au conseil provincial du Luxembourg. La même année, il crée, avec Victor Tesch, L'Écho du Luxembourg, dont la première édition paraît le 21 décembre 1836. Il utilise ce journal pour promouvoir ses intérêts politiques, notamment l'amélioration des liaisons de transport avec pour exemple, la construction d'une route permanente entre Ettelbruck et Bastogne.
'
Emmanuel Servais fait partie du groupe qui, le 5 mai 1838, fonde la Société centrale patriotique du Luxembourg, qui s'oppose au premier traité de Londres, lequel accorde les deux tiers du grand-duché à la Belgique, séparant Mersch d'Arlon et de Bastogne, et divisant ainsi en deux sa clientèle et le noyau de l'Écho. Cependant, ses efforts sont vains, le traité est ratifié par la Chambre des représentants et le Sénat. Il décide alors de s'établir définitivement au grand-duché avant d'être admis au barreau en août 1839.

#### Membre de l'Assemblée des États
Lors de la partition et de la dissolution du royaume uni des Pays-Bas, la Constitution est modifiée pour permettre l'autonomie gouvernementale. Le 3 août 1841, Emmanuel Servais est nommé parmi l'un des neuf représentants du Luxembourg qui se réunissent à La Haye pour conseiller le roi grand-duc sur sa formulation. Pour son travail, il reçoit le grade de commandeur de l'ordre de la Couronne de chêne. En vertu du nouvel arrangement, le pouvoir législatif revient à l'Assemblée des États, qui tient sa première session en 1842. Il représente à nouveau le canton de Mersch, avec Théodore Pescatore et Michel Clement (lb), et se distingue par son caractère libéral relativement extrême et révolutionnaire.
Il joue un rôle de premier plan dans la promotion des restrictions budgétaires et mène une campagne infructueuse visant à réduire d'un tiers la liste civile. L'enseignement primaire est réglementé par l'État pour la première fois en 1843, et la portée de l'Église catholique dans l'enseignement est un anathème pour un radical comme lui. De même, lorsque la question de l'enseignement secondaire est débattue, il soutient que le concordat de 1801 et les articles organiques sont rendus caducs par la Constitution belge de 1831, et que le gouvernement luxembourgeois n'a donc aucune obligation envers l'Église catholique.

#### Assemblée constituante de 1848
- 1848 : Membre de l’Assemblée nationale constituante

#### Député au Parlement de Francfort
- -1849 Député au Parlement de Francfort (le G.-D. de Luxembourg, État-membre de la Confédération germanique depuis 1815, avait été entraîné dans la tourmente révolutionnaire allemande)

#### Administrateur général des Finances
- 23 septembre 1853 – 29 novembre 1857 : Administrateur général (= ministre) des Finances dans le gouvernement Simons

#### Président du gouvernement
- 3 décembre 1867 – 26 décembre 1874 : ministre d’État et président du Gouvernement

#### Président du Conseil d'Etat
- 1857–1867 : Membre du Conseil d’État
- 1874–1887 : Président du Conseil d’État

#### Bourgmestre de la ville de Luxembourg
- 1875–1890 : Bourgmestre de la Ville de Luxembourg

## Publication
- Emmanuel Servais, Autobiographie de feu M. Emmanuel Servais, ancien Ministre d'État., Luxembourg, Imprimerie Victor Bück, coll. « Publications de la Section Historique de l'Institut Royal Grand-Ducal de Luxembourg » (no 43), 1895, 120 p. (OCLC 1067522032, lire en ligne).

## Décorations
- Chevalier Grand-croix de l'ordre du Lion néerlandais[10] (Pays-Bas, promotion 1855)
- Grand-croix de l'ordre de la Couronne de chêne[10] (Luxembourg, promotion 1867)
- Grand cordon de l'ordre de Léopold de Belgique[10] (Belgique, promotion 1869)
- Grand-croix de l'ordre du Lion d'Or de la maison de Nassau[10] (Luxembourg et Pays-Bas, promotion 1875)
- Grand-croix de l'ordre d'Adolphe de Nassau[10] (Luxembourg, 1889)
- Commandeur de la Légion d'honneur[10] (France, promotion 1868)
- Chevalier de 2e classe avec étoile de l'ordre de l'Aigle Rouge[10] (Prusse, promotion 1865)
- Détenteur de la médaille de la Croix-Rouge française[10] (1870/1871).